# جيوفاني رومانو
جيوفاني رومانو (24 أغسطس 1931 إيطاليا - 24 أغسطس 2010 أوديني إيطاليا) هو لاعب كرة قدم إيطالي سابق كان يلعب كحارس مرمى.